# Paul dans le métro
Paul dans le métro est une bande dessinée de Michel Rabagliati, publiée en 2005 aux éditions La Pastèque.
Contrairement aux autres tomes de la série, il ne s'agit pas d'une histoire unique mais d'une suite de récits courts le plus souvent publiés dans la presse.

## Résumé
Toutes les histoires parlent de Paul étant enfant.
- La première parle de Paul et son meilleur ami qui se promènent dans le métro, puis dans les magasins, et qui s'amusent comme des fous, sous le regard inquiet des marchands. C'est la plus longue, et probablement la plus importante, des récits du livre.
- Les autres sont toutes très courtes ; l'une raconte la politesse d'embrasser ses amis dans la famille de Paul, étant Français. Mais l'ami de Paul le prendra pour un homosexuel... Une autre parle de l'arrivée de la télévision dans les années 1950, inquiétant la radio. Une autre encore raconte la recette de la grand-mère de Paul pour faire un bon Risotto ! Plusieurs autres histoires sont à noter.